# Cruzy-le-Châtel
Pour les articles homonymes, voir Chatel.
Cruzy-le-Châtel est une commune française située dans le département de l'Yonne, en région Bourgogne-Franche-Comté.

## Géographie

### Climat
Pour des articles plus généraux, voir Climat de la Bourgogne-Franche-Comté et Climat de l'Yonne.
En 2010, le climat de la commune est de type climat océanique dégradé des plaines du Centre et du Nord, selon une étude du Centre national de la recherche scientifique s'appuyant sur une série de données couvrant la période 1971-2000. En 2020, Météo-France publie une typologie des climats de la France métropolitaine dans laquelle la commune est exposée à un climat océanique altéré et est dans la région climatique  Lorraine, plateau de Langres, Morvan, caractérisée par un hiver rude (1,5 °C), des vents modérés et des brouillards fréquents en automne et hiver. 
Pour la période 1971-2000, la température annuelle moyenne est de 10,6 °C, avec une amplitude thermique annuelle de 16 °C. Le cumul annuel moyen de précipitations est de 854 mm, avec 12,9 jours de précipitations en janvier et 8,5 jours en juillet. Pour la période 1991-2020, la température moyenne annuelle observée sur la station météorologique installée sur la commune est de 11,1 °C et le cumul annuel moyen de précipitations est de 845,8 mm. 
La température maximale relevée sur cette station est de 40,7 °C, atteinte le 25 juillet 2019 ; la température minimale est de −21 °C, atteinte le 16 janvier 1985,,. 
| Mois                                  | jan.           | fév.             | mars             | avril           | mai           | juin           | jui.          | août         | sep.          | oct.            | nov.             | déc.            | année     |
| ------------------------------------- | -------------- | ---------------- | ---------------- | --------------- | ------------- | -------------- | ------------- | ------------ | ------------- | --------------- | ---------------- | --------------- | --------- |
| Température minimale moyenne (°C)     | 0,6            | 0,6              | 2,8              | 5,1             | 8,6           | 11,8           | 13,9          | 13,9         | 10,6          | 7,8             | 3,9              | 1,4             | 6,8       |
| Température moyenne (°C)              | 3,3            | 4                | 7,2              | 10,2            | 13,9          | 17,3           | 19,7          | 19,6         | 15,7          | 11,7            | 6,9              | 4               | 11,1      |
| Température maximale moyenne (°C)     | 5,9            | 7,4              | 11,6             | 15,3            | 19,1          | 22,8           | 25,5          | 25,2         | 20,7          | 15,7            | 9,9              | 6,6             | 15,5      |
| Record de froid (°C) date du record   | −21 16.01.1985 | −15,5 22.02.1986 | −14,9 06.03.1971 | −5,5 12.04.1986 | −4 08.05.1984 | 1,9 06.06.1986 | 4 11.07.1964  | 1 30.08.1986 | 1 27.09.1986  | −4,1 20.10.1972 | −10,5 30.11.1978 | −15,6 20.12.09  | −21 1985  |
| Record de chaleur (°C) date du record | 16,8 01.01.22  | 22 27.02.19      | 25,2 31.03.21    | 28,1 25.04.07   | 32,1 28.05.17 | 38,3 28.06.11  | 40,7 25.07.19 | 40 12.08.03  | 34,3 10.09.23 | 31 01.10.1985   | 22,9 08.11.15    | 18,6 16.12.1989 | 40,7 2019 |
| Précipitations (mm)                   | 68,4           | 60,4             | 63,7             | 62,7            | 79,7          | 64             | 64,7          | 67,5         | 66,6          | 84,5            | 83               | 80,6            | 845,8     |

| Diagramme climatique                                  |            |             |             |             |            |              |              |              |             |          |            |
| J                                                     | F          | M           | A           | M           | J          | J            | A            | S            | O           | N        | D          |
| 5,90,668,4                                            | 7,40,660,4 | 11,62,863,7 | 15,35,162,7 | 19,18,679,7 | 22,811,864 | 25,513,964,7 | 25,213,967,5 | 20,710,666,6 | 15,77,884,5 | 9,93,983 | 6,61,480,6 |
| Moyennes : • Temp. maxi et mini °C • Précipitation mm |            |             |             |             |            |              |              |              |             |          |            |

Les paramètres climatiques de la commune ont été estimés pour le milieu du siècle (2041-2070) selon différents scénarios d'émission de gaz à effet de serre à partir des nouvelles projections climatiques de référence DRIAS-2020. Ils sont consultables sur un site dédié publié par Météo-France en novembre 2022.

## Urbanisme

### Typologie
Au 1er janvier 2024, Cruzy-le-Châtel est catégorisée commune rurale à habitat dispersé, selon la nouvelle grille communale de densité à sept niveaux définie par l'Insee en 2022.
Elle est située hors unité urbaine et hors attraction des villes,.

### Occupation des sols
L'occupation des sols de la commune, telle qu'elle ressort de la base de données européenne d’occupation biophysique des sols Corine Land Cover (CLC), est marquée par l'importance des forêts et milieux semi-naturels (56,2 % en 2018), une proportion sensiblement équivalente à celle de 1990 (56,8 %). La répartition détaillée en 2018 est la suivante : 
forêts (56,2 %), terres arables (39,2 %), zones agricoles hétérogènes (4,1 %), zones urbanisées (0,5 %). L'évolution de l’occupation des sols de la commune et de ses infrastructures peut être observée sur les différentes représentations cartographiques du territoire : la carte de Cassini (XVIIIe siècle), la carte d'état-major (1820-1866) et les cartes ou photos aériennes de l'IGN pour la période actuelle (1950 à aujourd'hui).

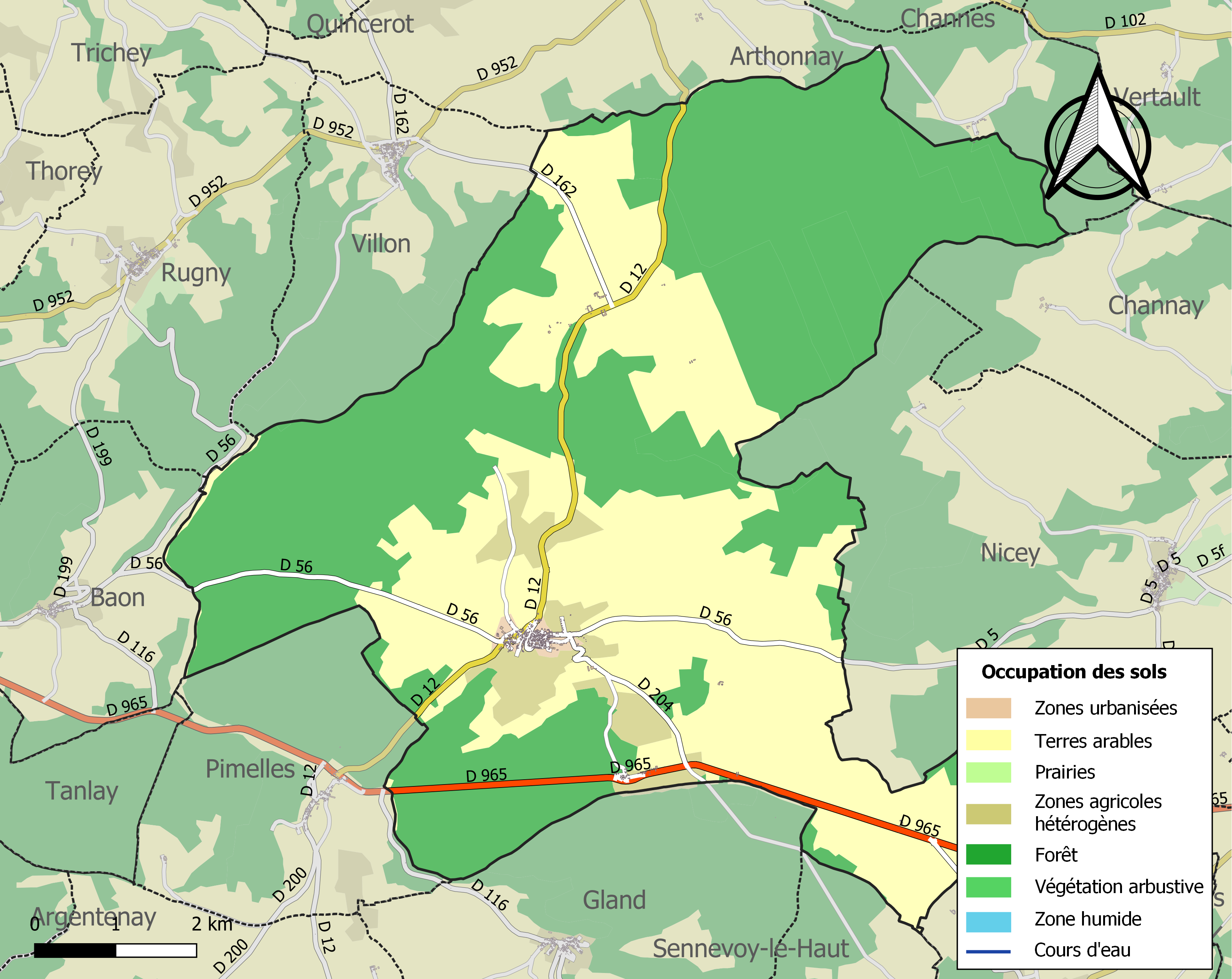
Carte des infrastructures et de l'occupation des sols de la commune en 2018 (CLC).

## Histoire
Cruzy-le-Châtel signifierait le château de la roche ou du creux-vallon. Cruzy pouvait être écrit Creusy, Cruseium ou Cruzeyum.
Au XIIIe siècle, Cruzy dépendait du duché de Bourgogne. Charles d'Anjou et sa femme Marguerite de Bourgogne, comtesse de Tonnerre, reconnurent tenir en fief de Robert, duc de Bourgogne, les seigneuries de Cruzy et Griselles, faisant partie du comté de Tonnerre.
En 1297, Robert II de Bourgogne ordonne la restitution de Cruzy au duché de Bourgogne. En 1371, alors que le duché de Bourgogne a été rattaché à la couronne de France, Philippe le Hardi, au travers de son terrier de Châtillon-sur-Seine, confirme que Cruzy, Griselles et Laignes sont des arrière-fiefs du duché. En 1393 et 1399, Louis de Chalon, comte de Tonnerre, rend hommage pour ces terres au duc de Bourgogne.
La seigneurie de Cruzy a changé de main à la fin du XIVe siècle ou au début du XVe siècle. Louis de Chalon, comte de Tonnerre de 1398 à 1422, marié à Marie de La Trémoille, étaient les parents de sept enfants dont Jean, qualifié de seigneur de Cruzy et de Ligny. Jean meurt à la bataille d'Azincourt en 1415 et Cruzy revient à Hugues de Chalon, devenu comte de Tonnerre à la mort de son frère Louis.
Toutefois, même si les Chalon sont qualifiés de seigneurs de Cruzy, en 1411, cette terre, celles de Laignes, Griselles et la Garde de Pothières sont confisquées à Louis de Chalon en faveur du comte de Charolais, Philippe III de Bourgogne. En 1416, son père Jean Ier de Bourgogne fait don de la terre de Cruzy à Régnier Pot. Ce don n'aura pas d'effet et Cruzy reste l'apanage des comtes de Charolais.
En 1453, il apparaît que Cruzy est revenu aux Chalon (leur nom de Chalon vient de leur ancêtre Jean de Chalon, au XIIIe siècle, qui descendait des anciens comtes de Bourgogne en lignée paternelle et des anciens comtes de Chalon en lignée maternelle ; le comté de Chalon n'appartient plus à la Maison de Chalon depuis 1237, mais le nom est resté...), ce que confirme une lettre de Philippe Le Bon, qui ordonne que Guillaume de Chalon puisse jouir de ses terres de Cruzy, Laignes et Griselles. En 1493, Louis de Chalon rend hommage au duc de Bourgogne pour Cruzy, alors même que les Chalon ne sont plus comtes de Tonnerre et que les Husson leur ont succédé en 1463. En 1539, Anne de Husson (1475-1540), donne son dénombrement au roi pour sa seigneurie de Cruzy. En 1604, un successeur d'Anne, son arrière-petit-fils Charles-Henri de Clermont (1571-1640) rend hommage au roi pour Cruzy. En 1620, la seigneurie est érigée en marquisat en faveur de son fils cadet Roger de Clermont (1600-1676).
En 1684, après que les Clermont lui cédèrent un certain nombre de terres, François-Michel Le Tellier de Louvois, comte de Tonnerre par acquisition en 1684, fait enregistrer sa reprise du fief de Cruzy, sans pour autant reprendre le titre de marquis. C'est sa femme Anne de Souvré qui termina la transaction commencée entre son mari et les Clermont et reprit le marquisat en 1699. La terre de Cruzy reste attachée à la branche aînée des Le Tellier, marquis de Louvois, de Montmirail et de Courtanvaux, barons d'Ancy-le-Franc et de La Ferté-Gaucher, dont François-César Le Tellier duc de Doudeauville (1718-1781), père de Charles-François-César Le Tellier (1734-† prédécédé en 1764) dit le marquis de Cruzy. Ce dernier laisse deux filles qui héritent de Montmirail, Doudeauville, La Ferté-Gaucher, et de Courtanvaux, mais pas de Maulnes ni de Cruzy qui étaient attachés au comté de Tonnerre, successible dans les mâles : cette partie de l'héritage passa donc en 1781 (avec Ancy-le-Franc et Louvois) à Louis-Sophie Le Tellier de Souvré (1740-1785), un cousin issu de germain de François-César, suivi de son fils Louis-Auguste-Michel-Félicité Le Tellier (1783-1844), dernier comte de Tonnerre, sans postérité.
Au moins depuis le XVIIIe siècle se trouvait à Maulnes une verrerie.
Au cours de la Révolution française, la commune fut renommée Cruzy-le-Sec.

## Héraldique
| Blason de Cruzy-le-Châtel | Blason  | De gueules à la bande d'or chargée de deux clefs d'argent passées en sautoir à plomb, au chef brochant d'azur chargé de trois lézards aussi d'argent.                                                                                 |
| Blason de Cruzy-le-Châtel | Détails | Le gueules à la bande d'or est pour la Maison de Châlon, le chargé de trois lézards pour celle des Le Tellier. Les clefs sont en souvenir des Clermont-Tonnerre, seigneurs de Cruzy. Le statut officiel du blason reste à déterminer. |

Armes de la Maison de Châlon.
Armes de la Maison de Clermont.
Armes de la Maison Le Tellier.

## Politique et administration
| Période   | Période   | Identité       | Étiquette | Qualité |
| --------- | --------- | -------------- | --------- | ------- |
| mars 2001 | mars 2008 | Denise Savie   |           |         |
| mars 2008 | En cours  | Thierry Durand | Horizons  |         |

## Démographie
L'évolution du nombre d'habitants est connue à travers les recensements de la population effectués dans la commune depuis 1793. Pour les communes de moins de 10 000 habitants, une enquête de recensement portant sur toute la population est réalisée tous les cinq ans, les populations de référence des années intermédiaires étant quant à elles estimées par interpolation ou extrapolation. Pour la commune, le premier recensement exhaustif entrant dans le cadre du nouveau dispositif a été réalisé en 2007.

En 2022, la commune comptait 224 habitants, en évolution de −12,84 % par rapport à 2016 (Yonne : −1,95 %, France hors Mayotte : +2,11 %).
| 1793  | 1800  | 1806  | 1821  | 1831  | 1836  | 1841  | 1846  | 1851  |
| ----- | ----- | ----- | ----- | ----- | ----- | ----- | ----- | ----- |
| 1 229 | 1 262 | 1 356 | 1 223 | 1 342 | 1 279 | 1 330 | 1 200 | 1 196 |

| 1856  | 1861  | 1866 | 1872 | 1876 | 1881 | 1886 | 1891 | 1896 |
| ----- | ----- | ---- | ---- | ---- | ---- | ---- | ---- | ---- |
| 1 046 | 1 009 | 987  | 927  | 872  | 838  | 856  | 829  | 772  |

| 1901 | 1906 | 1911 | 1921 | 1926 | 1931 | 1936 | 1946 | 1954 |
| ---- | ---- | ---- | ---- | ---- | ---- | ---- | ---- | ---- |
| 721  | 716  | 669  | 506  | 549  | 579  | 463  | 521  | 490  |

| 1962 | 1968 | 1975 | 1982 | 1990 | 1999 | 2006 | 2007 | 2012 |
| ---- | ---- | ---- | ---- | ---- | ---- | ---- | ---- | ---- |
| 437  | 423  | 351  | 281  | 274  | 269  | 256  | 254  | 279  |

| 2017 | 2022 | - | - | - | - | - | - | - |
| ---- | ---- | - | - | - | - | - | - | - |
| 242  | 224  | - | - | - | - | - | - | - |

## Lieux et monuments

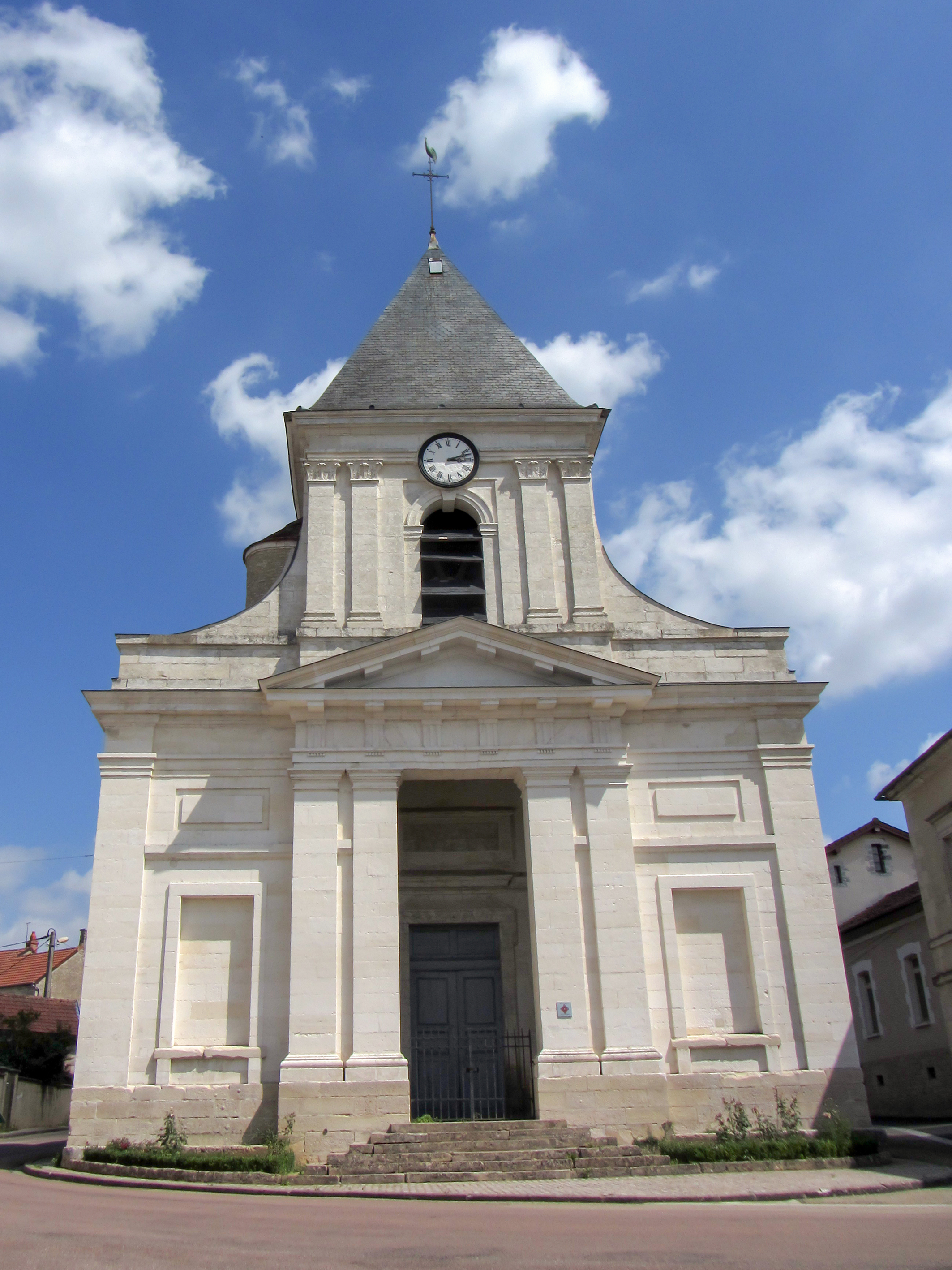
L'église Saint-Barthélemy de Cruzy-le-Châtel

- Château de Maulnes (XVIe siècle), à Cruzy-le-Châtel, classé en 1942[27].
- Église Saint-Barthélémy de Cruzy-le-Châtel (XVIIIe siècle), inscrite en 1998[28], reconstruite partiellement par Claude-Nicolas Ledoux (nef, collatéraux et premier ordre du portail).

## Pour approfondir